# Наумкин, Алексей Евгеньевич
Алексей Евгеньевич Наумкин (укр. Олексій Євгенович Наумкін; 27 октября 1977, Киев — 8 января 2020, Тегеран) — украинский лётчик. Пилот-инструктор авиакомпании Международные авиалинии Украины. Пилот-инструктор рейса PS752 Boeing 737-800.

## Биография
Родился в семье лётчиков. Его отец Евгений Иванович Наумкин был штурманом-испытателем на заводе «Антонов», а сестра и жена учились в авиационном университете.
Сам Алексей окончил Киевский авиационный университет, провёл более 12 000 часов в воздухе, из них 6000 часов за штурвалом Boeing 737. Также проводил обучение для пилотов и командиров, которые работали в компании МАУ.
8 января 2020 погиб в результате сбития Boeing 737 под Тегераном ракетами противовоздушной обороны Ирана.

## Награды
- Звание Герой Украины с вручением ордена «Золотая Звезда» (29 декабря 2020, посмертно) — за героизм и самоотверженные действия, проявленные при исполнении служебного долга[8].